# هاشمی شمالی
الهاشمی الشمالی یک منطقهٔ مسکونی در اردن است که در استان عمان واقع شده‌است.